# كرة القدم للرجال
كرة القدم للرجال هي كرة القدم التي يلعبها الرجال بشكل أساسي.

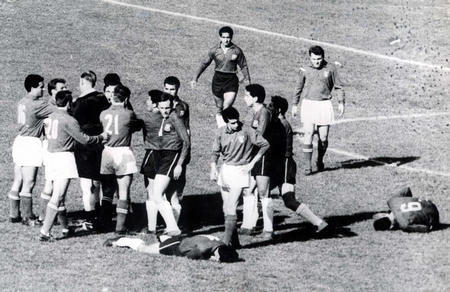
رجال يلعبون كرة القدم خلال كأس العالم 1962 في تشيلي.

## ظروف

### دوليا
في المسابقات التي ينظمها الاتحاد الدولي لكرة القدم، لا يُسمح للنساء باللعب في فرق الرجال، ولا العكس.

### السويد
تسمح لوائح اتحاد السويد لكرة القدم للاعبات من النساء والفتيات باللعب في فرق الرجال والفتيان، ولكن ليس العكس.